# Municipalità di Smiltene
La municipalità di Smiltene (in lettone Smiltenes novads) è una delle trentasei municipalità della Lettonia. È situata nel nordest del Paese, nella regione storica del Vidzeme e confina con l'Estonia. Il capoluogo è la città di Smiltene.

## Suddivisione
La municipalità comprende 2 città (Smiltene e Ape) e 14 parrocchie:
- Ape
- Bilska
- Blome
- Branti
- Drusti
- Gaujiena
- Grundzāle
- Launkalne
- Palsmane
- Rauna
- Smiltene
- Trapene
- Variņi
- Vireši